# Nussfrüchtiger Wasserstern
Der Nussfrüchtige Wasserstern (Callitriche obtusangula) ist eine Pflanzenart, die zur Gattung der Wassersterne (Callitriche) innerhalb der Familie der Wegerichgewächse (Plantaginaceae) gehört. Diese Wasserpflanze kommt in Süß- sowie Brackwasser hauptsächlich in Westeuropa und im Mittelmeerraum, selten in Mitteleuropa vor.

## Beschreibung
Der Nussfrüchtige Wasserstern wächst als überwinterndgrüne, ausdauernde krautige Pflanze.
Bei dieser Wasserpflanze liegt Heterophyllie vor. Die untergetauchten Blätter sind bei einer Länge von 10 bis 40 mm und einer Breite von 0,5 bis 2 mm linealisch und am oberen Ende stark ausgebuchtet. Während der Blütezeit wird eine relativ große Schwimmblattrosette mit 10 bis 20 Laubblättern gebildet. Es sind acht- bis zehnzellig Schildhaare (Trichome) vorhanden. Die Schwimmblätter sind in einen fast farblosen Blattstiel und fleischige, breit rhombische, dreirippige und daher oft wellige Blattspreiten gegliedert; sie besitzen erhabene Blattadern.
Die Blütezeit reicht meist von Juni bis September, manchmal auch von April bis Oktober. Die auffälligen Vorblätter sind 5 mm lang und haltbar. Blüten sind nur an der Schwimmblattrosette vorhanden. Die cremefarbenen Staubbeutel sind etwa 1 mm breit. Die gelben Pollenkörner sind meist gekrümmt, länglich elliptisch, bohnenförmig und meist doppelt so lang wie breit.
Die bei Reife braune Frucht ist bei einer Länge von etwa 1,5, selten bis zu 2 mm und einer Breite von etwa 1,2, selten bis zu 1,7 mm länger als breit und in der Seitenansicht elliptisch. Die Teilfrüchte besitzen keinen Kiel und keine Flügel und sind auf dem Rücken abgerundet mit gewölbten und abgerundeten Rändern.
Die Chromosomenzahl beträgt 2n = 10.

## Vorkommen
Der Nussfrüchtige Wasserstern kommt hauptsächlich in wintermilden Gebieten in Westeuropa und im Mittelmeerraum vor. Sein Verbreitungsgebiet erstreckt sich von Portugal über Frankreich bis Großbritannien, nördlich bis Island und Skandinavien und östlich bis Estland, die Westukraine, Rumänien und Griechenland. Er kommt außerdem auf den Azoren, in Nordafrika und in Gebirgen der Tropen vor.
In Deutschland gibt es Fundorte nur im Westen und Südwesten. Die Art ist aber in Ausbreitung begriffen.
Diese Wasserpflanze gedeiht in fließenden und stehenden Gewässern bei Wassertiefen von 25 bis 60 cm mit nährstoffreichem, oft stark belastetem Wasser, Salz ertragend und daher auch in den Brackwasser führenden Gewässern der Marschen vorkommend. In den Fließgewässern stellenweise eine eigene Pflanzengesellschaft bildend ist er Kennart der Assoziation Callitrichetum obtusangulae Seib. 1962. Sonst kommt er auch im Apietum nodiflori aus dem Verband der Röhrichte (Sparganio-Glycerion fluitantis) vor. Da er Austrocknung gut erträgt wächst er vielfach auch als Landform.
Die ökologischen Zeigerwerte nach Landolt et al. 2010 sind in der Schweiz: Feuchtezahl F = 5w+ (überschwemmt aber stark wechselnd), Lichtzahl L = 4 (hell), Reaktionszahl R = 3 (schwach sauer bis neutral), Temperaturzahl T = 4+ (warm-kollin), Nährstoffzahl N = 4 (nährstoffreich), Kontinentalitätszahl K = 2 (subozeanisch), Salztoleranz 1 = tolerant.

## Taxonomie
Die Erstbeschreibung von Callitriche obtusangula erfolgte 1864 durch Nicholas Joseph Marie Le Gall de Kerlinou in Christoph Friedrich Hegelmaiers Monographie der Gattung Callitriche, S. 54.